# Sziráky Balázs
Sziráky Balázs (Borsod vármegye, 1500-as évek eleje – ?) versíró, kassai alkapitány.

## Életpályája
Sziráky vagy Sziráki Balázs pontos születési helye és ideje ismeretlen. Borsod megyei származásúnak írták. Nevét több változatban: Siraki Balas és Siriaki Balas Deak formában is írta.
Az 1550-es évek elején Serédy Gáspár felsőmagyarországi főkapitány alkapitánya volt, kinek neve „a versíró Sziráky Balázs”-ként jelenik meg. 1552-ben kassai lakosként említette Mérey Mihály alnádor. Neve később Miskolc város jegyzőkönyvében, 1569. július 7-én fordult elő, ekkor mint besztercei prefektus volt említve egy per kapcsán.
Sziráky kassai alkapitányságáról Mérey Mihály alnádor 1566. december 5-én kelt levelében tudósít. Mérey leánya ugyanis 1556-ban Serédy Gáspár felesége lett. Sziráky Balázs Serédy halála után is az özvegy szolgálatában maradt.

## Éneke
- Ének Az Házasoknak, 1550. (Szilády Áron, Régi M. Költők Tára VI. 19–21. l. Az ének a Bornemisza Péter Énekes könyve CCXXXIX leveléről van véve. Alexandrin 64 sor vers.